# Rinyaújlak
Rinyaújlak község Somogy vármegyében, a Barcsi járásban.

## Fekvése
Nagyatád és Barcs között nagyjából félúton helyezkedik el, légvonalban mindkettőtől közel azonos távolságra. A szomszédos települések: északkelet felől Görgeteg, kelet felől Csokonyavisonta, dél-délnyugat felől Somogyaracs, nyugat felől Rinyaújnép, nyugat-északnyugat felől Bakháza, észak-északnyugati irányból pedig Rinyaszentkirály.

### Megközelítése
A község a 68-as főút közvetlen közelében fekszik, amely Barcs térségét köti össze a Balaton déli parti üdülőövezetének nyugati végével. A település lakott területe azonban a főútról csak egy mellékútról érhető el: Csokonyavisontán kell letérni nyugat felé a 68 103-as számú mellékútra, amelyen mintegy 2,2 kilométeres autózással érhető el a falu központja. Mivel kiépített közút ez idő szerint semelyik másik szomszédjával nem köti össze, Rinyaújlak ez alapján zsáktelepülésnek tekinthető.

## Története
Rinyaújlak nevét 1360-ban még mint királynéi birtokot említették először az oklevelek, később az Ákos nemzetség birtokába került, majd 1395-ben a Pécz nembeli Marczaliak birtoka lett. Az 1401-1406 években Laak írásmóddal említették az oklevelekben. 1495-ben Wylak alakban fordult elő, és ekkor Báthoriak nyerték királyi adományul II. Ulászló magyar királytól. 1536-ban Nagy János és az itteni plébános volt a földesura, 1550-ben pedig Mátyás deák birtoka lett. Az 1565-1566 évi török kincstári adójegyzék szerint 11 házból állt, 1571-ben pedig 29 házát írták össze. 1583-ban Ungnád Kristóf, 1598-1599-ben pedig Ráday Mihály, 1726-1733 között Malik Ferenc, 1773-ban Somogyi Sándor és Malik László birtoka volt. A 19. század közepéig a gróf Széchenyi család csokonyai uradalmához tartozott, az 1900-as évek elején pedig gróf Széchenyi Géza volt a nagyobb birtokosa.
A 20. század elején Somogy vármegye Barcsi járásához tartozott.
1910-ben 638 lakosából 635 magyar volt. Ebből 229 római katolikus, 408 református volt.
A település Géza-major felé nyúló dombhátán feküdt egykor Nagylak falu, ettől délkeletre Kislak vagy Tószeg. Tószeg, illetve Kislak az 1536 évi adólajstromban Kisújlak néven fordult elő. Egy kis dombtetőn, az ótemető közepén, volt a két falu közös temploma. Téglatörmelékei még a 20. század elején is gyakran kerültek elő. A hagyomány szerint e két falu a „rácz futáskor” pusztult el. Lakosai elrejtőztek és a vész elmúltával a mai Rinyaújlakra költöztek.

## Közélete

### Polgármesterei
- 1990–1994: Nárai Lajos (független)[3]
- 1994–1998: Peti Sándor (független)[4]
- 1998–2002: Peti Csaba (Fidesz-FKgP)[5]
- 2002–2006: Peti Csaba (független)[6]
- 2006–2010: Peti Csaba (független)[7]
- 2010–2014: Peti Csaba (Fidesz-KDNP)[8]
- 2014–2019: Peti Csaba (Fidesz-KDNP)[9]
- 2019–2024: Peti Csaba (Fidesz-KDNP)[10]
- 2024– : Peti Csaba (Fidesz-KDNP)[1]

## Népesség
A település népességének változása:
| Lakosok száma | 271  | 263  | 261  | 270  | 298  | 304  | 299  |
|               | 2013 | 2014 | 2015 | 2021 | 2022 | 2023 | 2024 |

A 2011-es népszámlálás során a lakosok 93,8%-a magyarnak, 8,5% cigánynak, 3,9% németnek, 0,4% szlováknak, 0,8% szlovénnek mondta magát (3,9% nem nyilatkozott; a kettős identitások miatt a végösszeg nagyobb lehet 100%-nál). A vallási megoszlás a következő volt: római katolikus 57,1%, református 21,2%, evangélikus 0,4%, felekezet nélküli 8,5% (12,4% nem nyilatkozott).
2022-ben a lakosság 87,9%-a vallotta magát magyarnak, 16,4% cigánynak, 9,7% németnek, 0,7% szlovénnek, 0,3-0,3% lengyelnek, görögnek, horvátnak és szlováknak, 4% egyéb, nem hazai nemzetiségűnek (7,4% nem nyilatkozott; a kettős identitások miatt a végösszeg nagyobb lehet 100%-nál). Vallásuk szerint 54,7% volt római katolikus, 16,1% református, 0,7% evangélikus, 0,3% egyéb keresztény, 13,4% felekezeten kívüli (14,8% nem válaszolt).

## Nevezetességei
- Református temploma - 1842-ben épült.

## Hírességei
- Arany Bálint (Rinyaújlak, 1901. február 28. – Budapest, 1987. november 24.): kisgazdapárti politikus, gépészmérnök
- Garami László (Rinyaújlak, 1921. október 5. – Budapest, 2003. május 18.): szobrászművész